# Briefstück

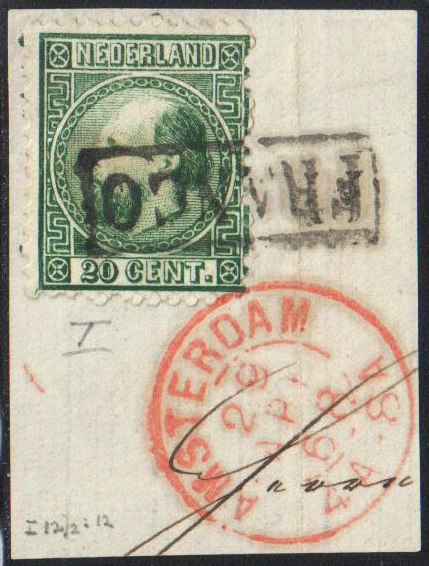
Briefstück mit einer Freimarke von 1867 aus den Niederlanden, Ortsstempel Amsterdam vom 28. April 1868 und Franco-Stempel

Als Briefstück bezeichnen Philatelisten den aus einer Postsendung  ausgeschnittenen Teil, der neben der Frankatur möglichst auch den vollständigen Entwertungsstempel enthalten sollte. Derartige Ausschnitte müssen nicht unbedingt von Briefen stammen, auch Ausschnitte aus Postkarten, von Päckchen, Paketen, Streifbändern u. a. werden als Briefstück bezeichnet. Ebenfalls zu den Briefstücken zählen ganze Briefvorderseiten.
Mit dem enthaltenen Stempelabdruck und eventuell vorhandenen weiteren Bearbeitungsvermerken hält das Briefstück Informationen bereit, die die einzelne Briefmarke allein nicht zu vermitteln vermag. Vor allem an der Postgeschichte interessierte Sammler werden deshalb – sofern sie eine Postsendung nicht als Ganzstück erhalten könnten – dem Briefstück besondere Beachtung schenken.      
Ausgeschnittene Teile aus Postsendungen mit eingedrucktem Wertzeichen (Ganzsachen) werden nicht als Briefstück, sondern als Ganzsachenausschnitt bezeichnet.